# Krister Petersson
Pour les articles homonymes, voir Petersson.
Krister Petersson (né en 1956 à Nävragöl ) est un auteur de bande dessinée grand public suédois qui travaille pour la revue jeunesse 91:an depuis le début des années 1980.

## Distinctions
- 1990 : Diplôme Adamson pour sa contribution à la bande dessinée suédoise
- 1991 : Bourse 91:an
- 1993 : Prix Urhunden du meilleur album suédois pour Uti vår hage t. 3
- 2019 : Prix Adamson du meilleur auteur suédois, pour l'ensemble de sa carrière[1]